# Georges Guynemer
Georges Guynemer (París, 24 de diciembre de 1894 - Poelkcapelle (Bélgica), 11 de septiembre de 1917) fue un piloto y as de caza francés de la Primera Guerra Mundial condecorado con la Legión de Honor.

## Apellido

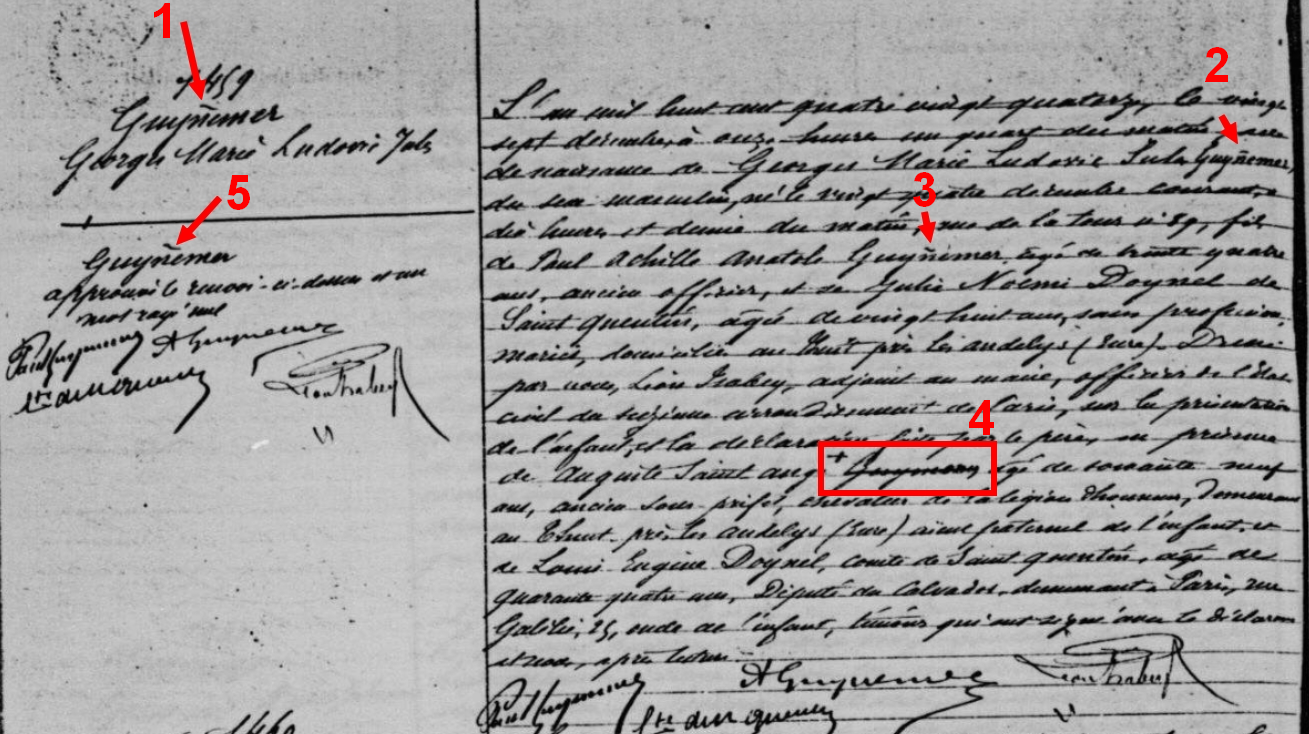
Registro civil del nacimiento de Georges Guyñemer (1894)
1, 2, 3 tildes;
4 tilde ausente;
5 rectificación marginal.

Su apellido se escribe Guyñemer.

## Infancia y juventud
Guynemer fue el hijo de un erudito oficial francés cuyos antepasados maternos estuvieron envueltos en gestas militares desde Carlomagno hasta Napoleón. Realizó sus estudios en el colegio Stanislas de París donde recibió honores en matemáticas y latín. En esa época su deseo era convertirse en ingeniero, y en sus días libres recorría fábricas de motores.

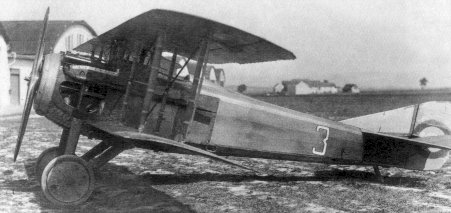
Imagen de un SPAD S.VII 2.

Durante su infancia y juventud tenía una constitución frágil que no le permitía realizar deportes violentos. Precisamente, por esa causa fue rechazado por el ejército francés al inicio de la Primera Guerra Mundial. En los meses siguientes intentó ingresar por tres veces más con igual resultado.
Ante el desaire Guynemer no se dio por vencido. Gracias a su tozudez y a la influencia de su padre, al fin fue admitido como estudiante de mecánica en el campo de aviación de Pau.

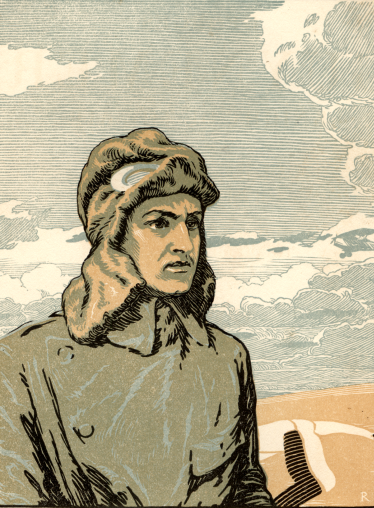
Ilustración de Georges Guynemer

Pronto ganó el aprecio de sus compañeros debido a su capacidad de combinar la técnica aprendida en el colegio y sus habilidades prácticas adquiridas en las fábricas. Basó muchos de sus conocimientos en el Etude Raisoneé de l'Aeroplane de Jules Bourdeaux. Su primer vuelo lo realizó a bordo de un Blériot de 50 caballos el 10 de marzo de 1915, y su primera victoria la obtuvo el 19 de julio al derribar un Aviatik, como parte de un vuelo de reconocimiento junto a su copiloto de apellido Guerder. Formaba parte de la escuadrilla Morane - Saulnier 3, y por dicho logro ambos recibieron la Médaille Militaire. De hecho, sus primeras hazañas fueron resaltadas en los diarios de París, en una época en que el público necesitaba noticias alentadoras. Rápidamente Guynemer fue considerado todo un héroe de guerra francés.

## Un as letal
A la hora de volar, la aparente fragilidad de Guynemer se transformaba radicalmente. Un compañero de escuadrilla opinaba que "su semblante era aterrador y que de su mirada parecían salir  latigazos". Su forma de atacar era llamada de acometida directa, y también se distinguía por el conocimiento preciso del avión que pilotaba. Además, tenía una avidez por pelear en el aire que rozaba lo irracional: muestra de ello era que dejaba poco tiempo para sanar sus heridas. A pesar de que fue derribado siete veces, no perdía tiempo en entrar nuevamente en combate.
Guynemer fue de los primeros pilotos en recibir un avión SPAD S.VII. El suyo lo bautizó "Vieux Charles" (viejo Charles), y con este aparato derribó en un solo día cuatro aviones enemigos. Oficialmente se le atribuyeron 53 victorias.

## Final

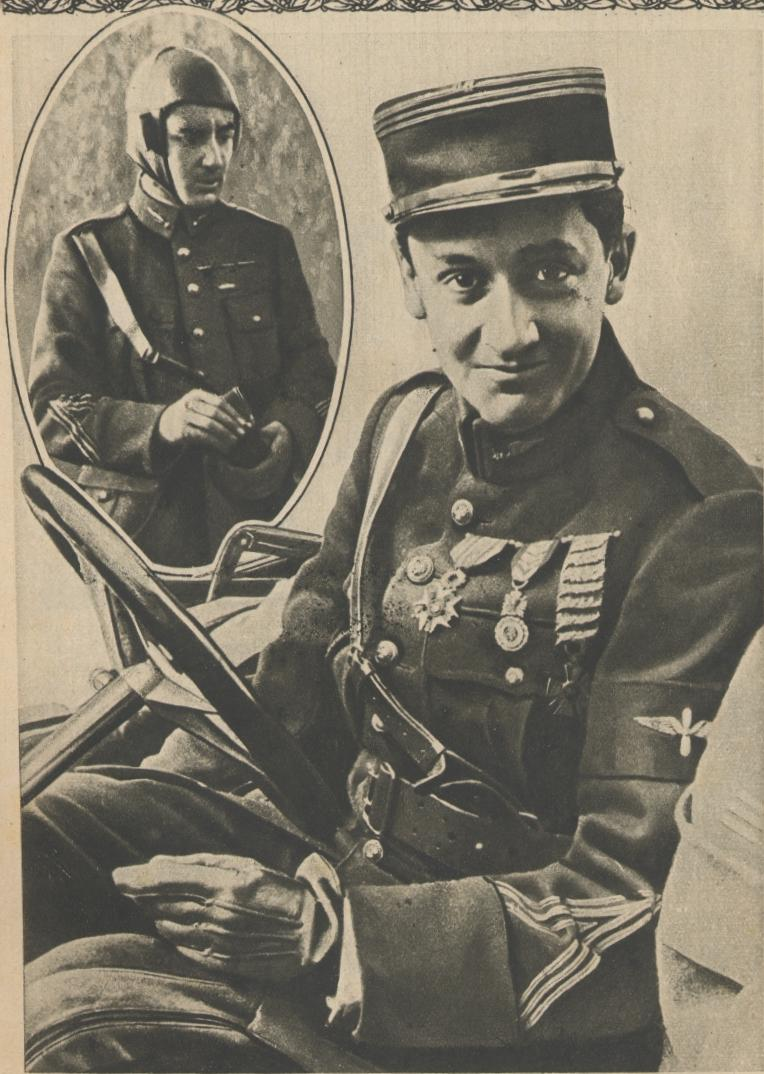
Georges Guynemer en 1917.

A medida que pasaba el tiempo, Guynemer se convertía en un piloto irritable e implacable consigo mismo y sus compañeros. Se mostraba retraído y no celebraba las victorias. Por el contrario, su fama crecía y las multitudes, especialmente las mujeres, le rodeaban y acosaban, a pesar de que las evadía con desdén.
El 11 de septiembre de 1917 el piloto francés fue declarado perdido. Sin embargo, un periódico alemán anunció su caída a manos de Kurt Wisseman, piloto de la Jasta 3. En Francia, las multitudes tardaron en aceptar su pérdida.
El periódico L'Ilustration del 6 de octubre de 1917 mostró estas sentidas palabras: "No le vieron ni oyeron cuando cayó, su cuerpo y su máquina no fueron encontrados. ¿Adónde se fue? ¿Qué alas usó para ir a la inmortalidad? Nadie lo sabe: nada se sabe. Ascendió y no volvió, eso es todo. Quizá nuestros descendientes digan: VOLÓ TAN ALTO QUE YA NO REGRESÓ".